# Gene Callahan
Gene Callahan (nascido em 1959) é um economista e escritor estadunidense.
Ele é um acadêmico adjunto do Ludwig von Mises Institute, um membro da associação Michael Oakeshott e o autor de dois livros: Economics for Real People e PUCK.
Callahan foi escritor para os periódicos Reason, The Freeman, The Free Market, Slick Times, Java Developer's Journal, Software Development, Dr. Dobb's Journal, Human Rights Review, Independent Review, NYU Journal of Law and Liberty, Review of Austrian Economics, e outras publicações. ele também era um contribuidor frequente de LewRockwell.com, antes de 2008.
Originário de Connecticut, Callahan fez seu mestrado na London School of Economics, um PhD na Universidade Cardiff, e atualmente vive no Brooklyn.

## Economics For Real People
A resenha do economista David Gordon do livro Economics for Real People do Callahan para o Mises Review afirma:

Wittgenstein famosamente disse, "o que se pode dizer pode ser dito claramente"; mas isso se aplica à economia? Callahan, assim como seu grande antecessor, Henry Hazlitt, mostra que sim. Se o tema do livro de Hazlitt Economics in One Lesson é o efeito indireto da intervenção na economia, a linha dominante de Callahan é o papel do cálculo monetário em tornar a atividade cooperativa possível em larga escala.
De acordo com o economista Richard Ebeling, o livro de Callahan,
...explica nitidamente porque o planejamento central socialista inevitavelmente resulta em falha devido à abolição da propriedade privada, da competição de mercado, dos preços e dinheiro que elimina os pré-requisitos institucionais para o cálculo econômico, sem o qual o planejamento central é deixado sem método racional para determinar se os recursos estão sendo aplicados de forma eficiente ou não.